# Mercedes-Benz W126
Mercedes-Benz W126 — це покоління Mercedes-Benz S-Класу, яке прийшло на зміну Mercedes-Benz W116 в 1979 році.
Автомобіль виготовлявся як седан (Mercedes-Benz W126), подовжений седан (Mercedes-Benz V126), а також у кузові купе (Mercedes-Benz C126). Загалом виготовлено 892,123 автомобілів, з яких 74,060 купе.

## Історія

### Історія створення

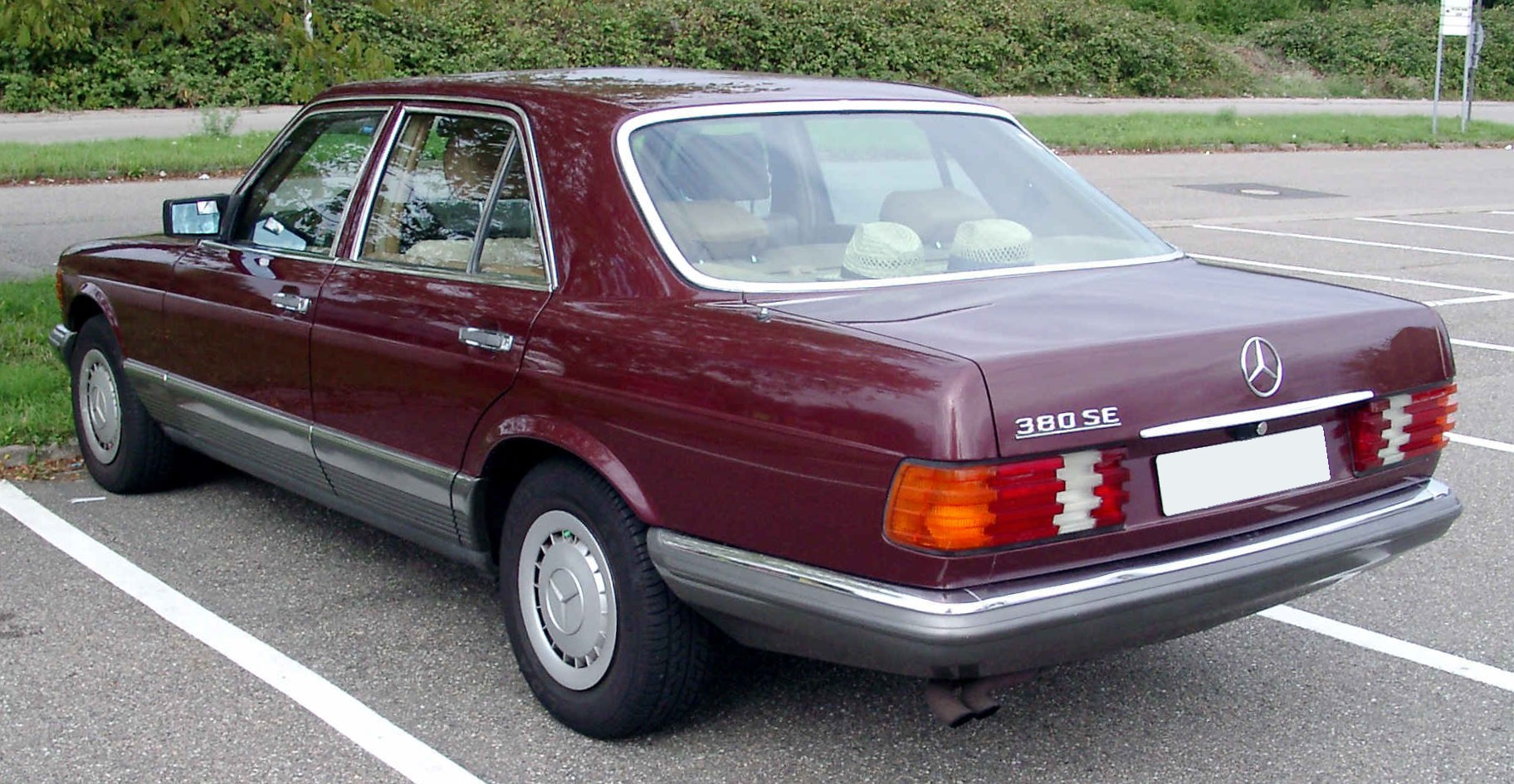
Mercedes-Benz 380 SE (1979—1985)

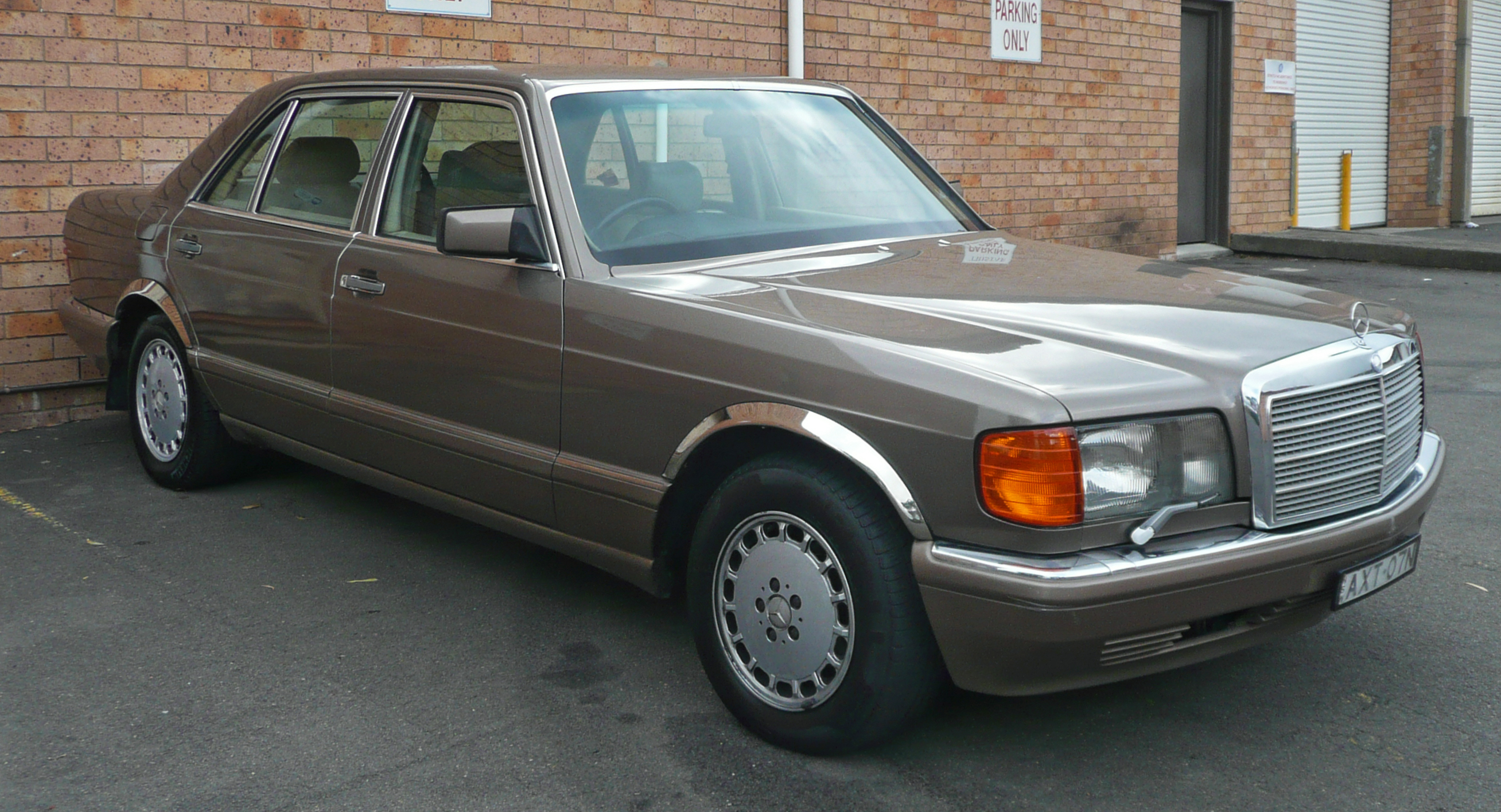
Mercedes-Benz 300 SEL (W126) (1985—1991)

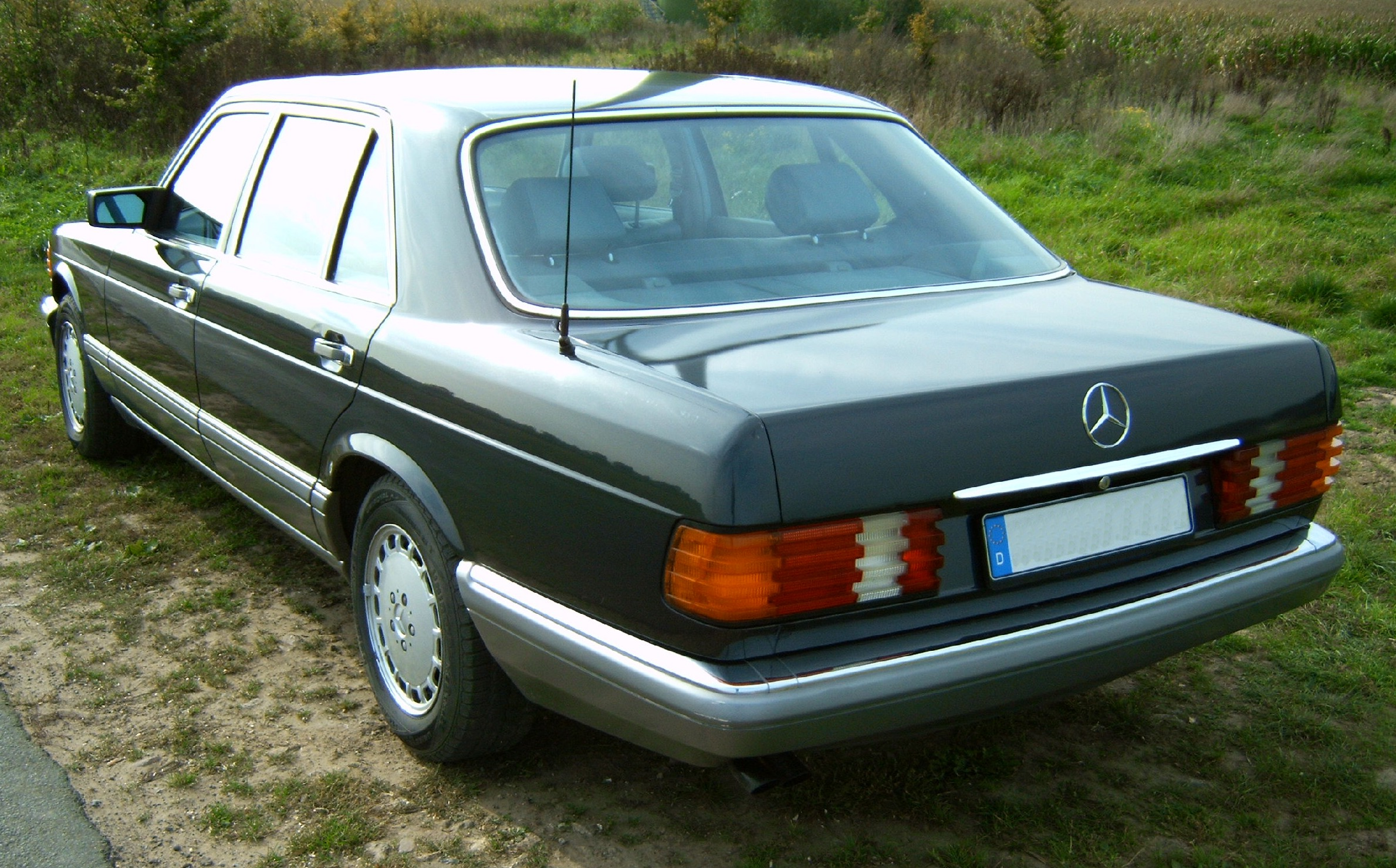
Mercedes-Benz 500 SEL (W126) (1985—1991)

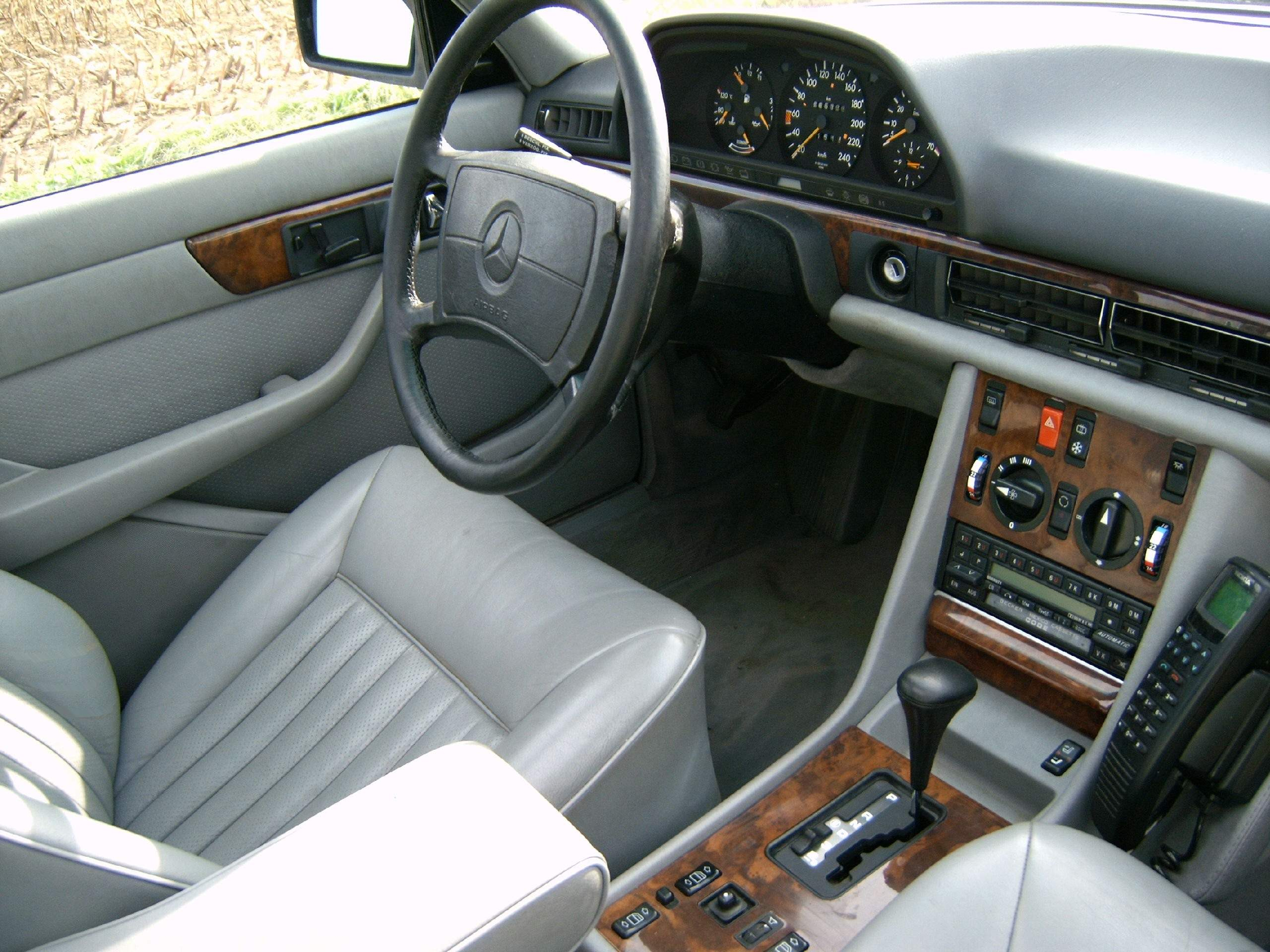

25 вересня 1972 Мерседес-Бенц представив нову лінію автомобілів серії W 116. Ще попереду була презентація розкішних седанів 450SE і 450SEL на міжнародному автосалоні в Женеві в квітні 73-го, а фірма вже приступила до розробки нового легкового автомобіля вищого класу під заводським кодом W126. Керівником проекту був призначений професор Вернер Брайтшвердт (Werner Breitschwerdt), директор відділу виробництва легкових автомобілів.
Попередня серія W116 була взята за основу і піддана кардинальній переробці. Увага була звернена на такі основні напрямки:
- Зниження споживання палива,
- Підвищення активної і пасивної безпеки,
- Підвищення зручності керування і комфорту,
- Збільшення інтервалів між технічними обслуговуваннями, спрощення деяких робіт з техобслуговування і ремонту.

Для зниження витрати палива в першу чергу необхідно було заново переробити кузов. Застосування нових комп'ютерних САПР дозволило більш ретельно опрацювати геометрію кузова і зменшити коефіцієнт аеродинамічного опору до 0,36 cw. Окрім зміни загальної геометрії були враховані всілякі дрібниці:
- Двірники розташували один над іншим (як в 116-й серії), але для ще більшого зниження опору їх помістили в поглиблення нижче кромки капота (при цьому лінію капота злегка зігнули для більш плавного переходу до лобового скла);
- Змінили форму бамперів, зробивши їх більш обтічними;
- Ввели спеціальну планку-наплив між ґратами радіатора і блок-фарою та інші.

Застосування нових матеріалів і технологій їх обробки дозволило зменшити вагу автомобіля на 100—300 кг (залежно від моделі).
Все це разом з установкою на двигуни нової системи упорскування K-Jetronic фірми BOSCH дало в кінцевому результаті не менше 10 % економії споживання палива при збереженні інших експлуатаційних характеристик.
На автомобіль встановили нову 4-х швидкісну автоматичну коробку передач. Двигуни типів 110, 116 та 117, які раніше вже встановлювалися на різні кузова, були значно допрацьовані, вага їх знижена за рахунок застосування легкосплавних деталей. Конструкція підвіски перейшла від попередньої моделі і також була допрацьована.
Для забезпечення безпеки пасажирів і водія були застосовані як традиційні, так і нові рішення. Передні протитуманні фари були зміщені до центру для підвищення світловіддачі основних фар. Омивач фар тепер пропонувався на всі моделі. Бензобак традиційно помістили за задній спинкою пасажирів. Знизу бак був захищений конструкцією заднього моста, спереду і ззаду — додатковими металевими стінками. На всі моделі пропонувалася антиблокувальна система гальм. У перші ж роки випуску стала пропонуватися і подушка безпеки для водія. На автомобіль штатно встановили «центральний замок» з пневматичним приводом від окремого електрокомпресора (а не від вакуумної системи автомобіля). Бампери були повністю змінені, на зміну старим подвійним металлорезиновим прийшли нові обтічні пластикові, що переходять у захисні фартухи. Для захисту від дрібних сутичок, бруду і зимової солі замість старих вузьких молдингів по низу кузова були встановлені нові широкі. Вони повністю закрили пороги від грязі і солі, що дозволило не тільки зменшити корозію низу дверей і порогів, але й захистити поли одягу від бруду.
Салон був також перероблений. У першу чергу це торкнулося форми торпедо, приладової панелі і центральної консолі. Замість роздільних круглих приладів з'явилася комбінована панель з круглими шкалами. Збільшилася кількість і змінилося розташування повітряних заслінок. Тепер стало можливим подавати на передніх пасажирів роздільно теплий і холодне повітря в різних напрямках. Система управління вентиляцією салону і нагріванням і кондиціонуванням повітря була оновлена. Крім кондиціонера на всі моделі пропонувався клімат-контроль. Кардинально змінився зовнішній вигляд центральної консолі і кнопок управління.
З метою зниження шуму в салоні моторний відсік відокремили від салону другою перегородкою з шумопоглинальними матеріалами. Це дозволило також винести ряд електричних вузлів (АКБ, блок запобіжників і реле управління) за межі моторної зони. Для всієї лінійки моделей серії 126 (а не тільки для топ-моделей) стало доступна велика кількість аксесуарів і опцій.

### Історія випуску
Вперше нова серія W126 була представлена у вересні 1979 року на міжнародному автосалоні у Франкфурті, де були показані моделі 280S/SE/280SEL, 380SE/380SEL, 500SE/SEL і 300SD. Короткобазні моделі з'явилися у продажу вже в тому ж році, а подовжені седани стали доступні тільки з 1980 року.

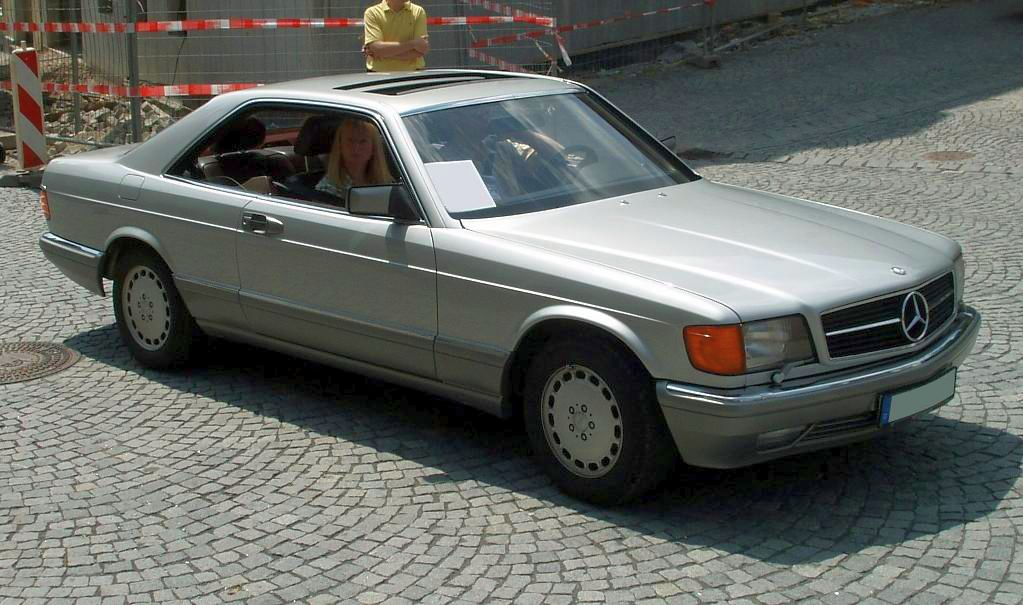
Mercedes-Benz 380 SEC (C126)

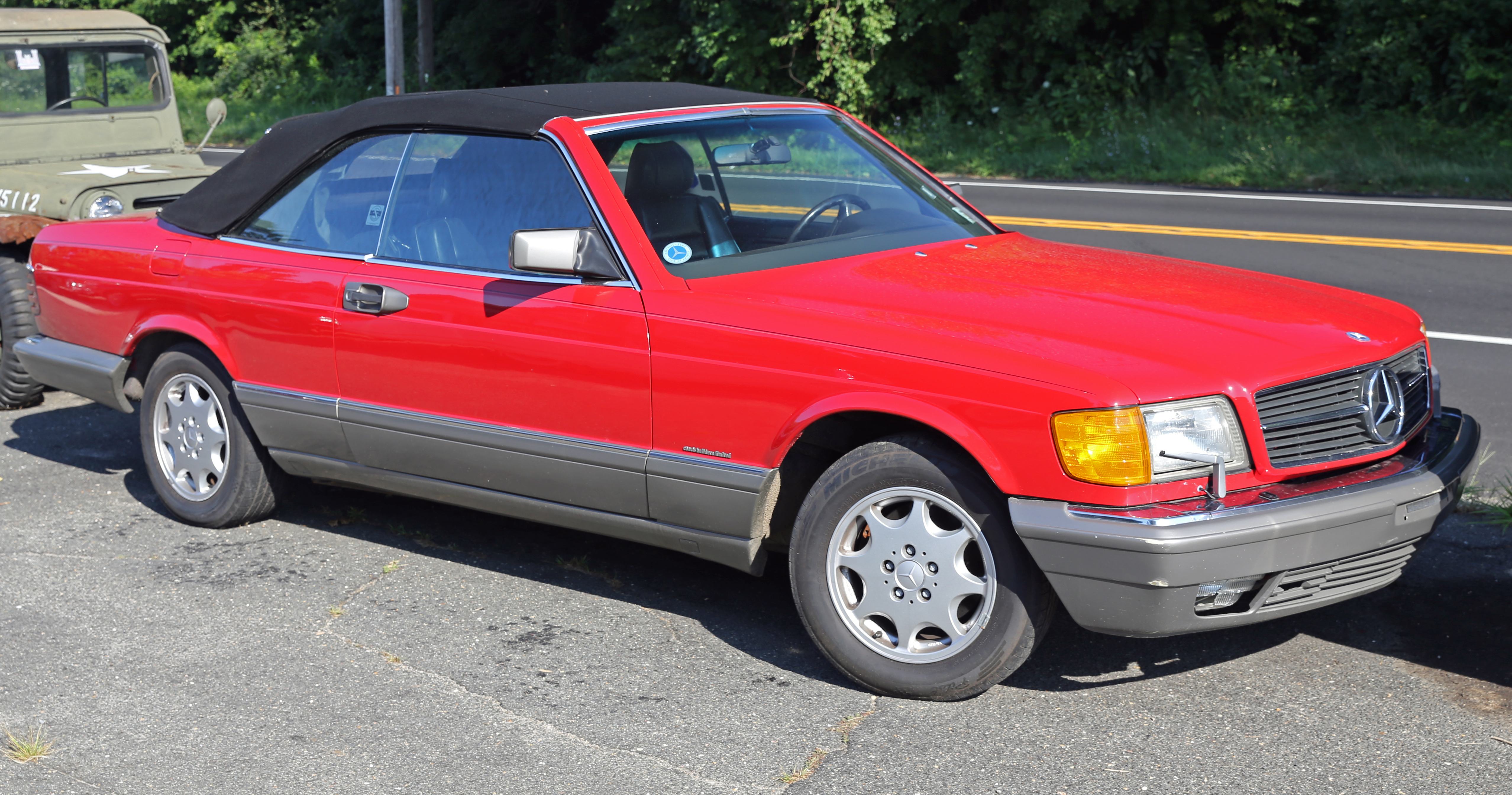
Mercedes-Benz 560 SEC кабріолет

У березні 1981 року на автосалоні в Женеві Мерседес-Бенц представив нову систему пасивної безпеки SRS — повітряну подушку (airbag) і натягують ремені безпеки. У першу чергу ця система стала доступна для W126. А у вересні на традиційному автосалоні у Франкфурті представлені купе — 380SEC і 500SEC. До цього часу змінилися модифікації всіх двигунів — M110, M116 і M117. Купе відразу отримали модифіковані двигуни. Продаж купе почалася в 1982 році.
У вересні 1985 серія W126 пройшла основну модернізацію, а також змінила всю лінійку двигунів. Замість 280S/SE/SEL (M110) прийшли нові моделі 260SE і 300SE/SEL (M103), замість 380SE/SEL/SEC був представлений 420SE/SEL/SEC (M116 були перероблені). Модернізований був і двигун M117. Модель 500SE/SEL/SEC отримала нову модифікацію, загальна модернізація цієї моделі була найменшою. Нова ж модель 560SEL/SEC отримала двигун M117 зі збільшеним об'ємом до 5,5 л.
Для ринку США була випущена нова довгобазна турбодизельна модель 300SDL з новим двигуном OM603.

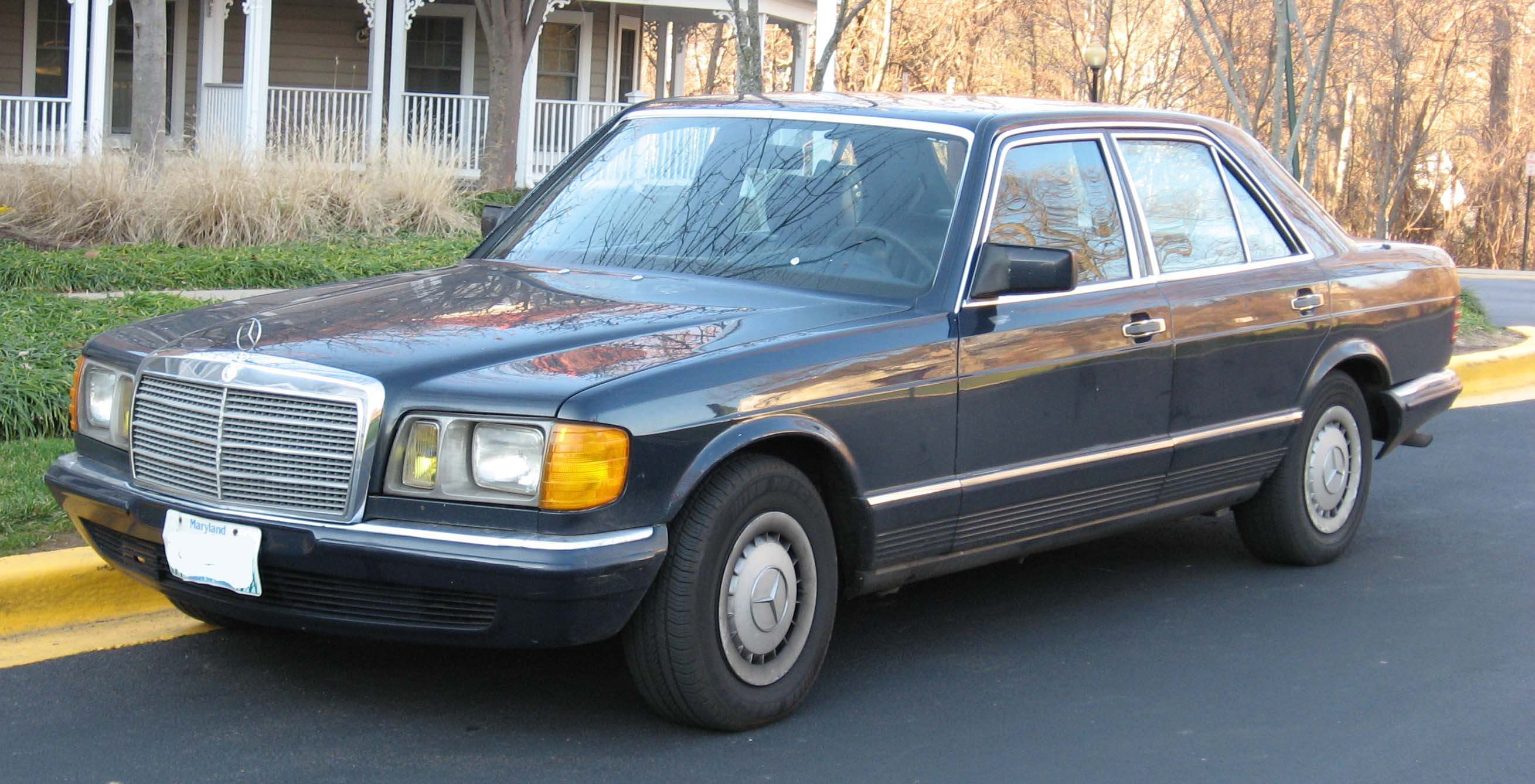
Mercedes-Benz W126 500 SE (для ринку США)

Вища модель 560SEL/SEC була офіційно представлена в 1986 році на урочистостях, присвячених сторічному ювілею випуску першого автомобіля Мерседес.
На всі моделі штатно встановлюється трикомпонентної каталітичний нейтралізатор вихлопних газів (каталізатор). Проте, на ринку ще недостатня кількість неетильованого бензину, що приводить до виходу з ладу каталізатора. Тому випускні системи автомобілів пропонуються в двох варіантах — з каталізатором (KAT) і без каталізатора, але з можливістю його швидко вмонтувати (RUF).
У 1987 році після введення в США норм викиду шкідливих речовин в атмосферу на турбодизель 300SDL встановлюється фільтр сажі. Однак він виявляється недопрацьованим, викликаючи численні нарікання автовласників. Тому модель 300SDL повністю знімається з виробництва.
Спеціально для європейського ринку в вересні 1988 року з'являється короткобазна модель з двигуном об'ємом 5,5 л — 560SE. За весь час випуску 560SE було вироблено всього 1252 автомобіля. Крім того, в цьому ж році відбулася чергова невелика модернізація — каталізатор став штатним, був виключений перемикач якості бензину, змінилася шкіряна обробка салону, став пропонуватися бортовий комп'ютер.

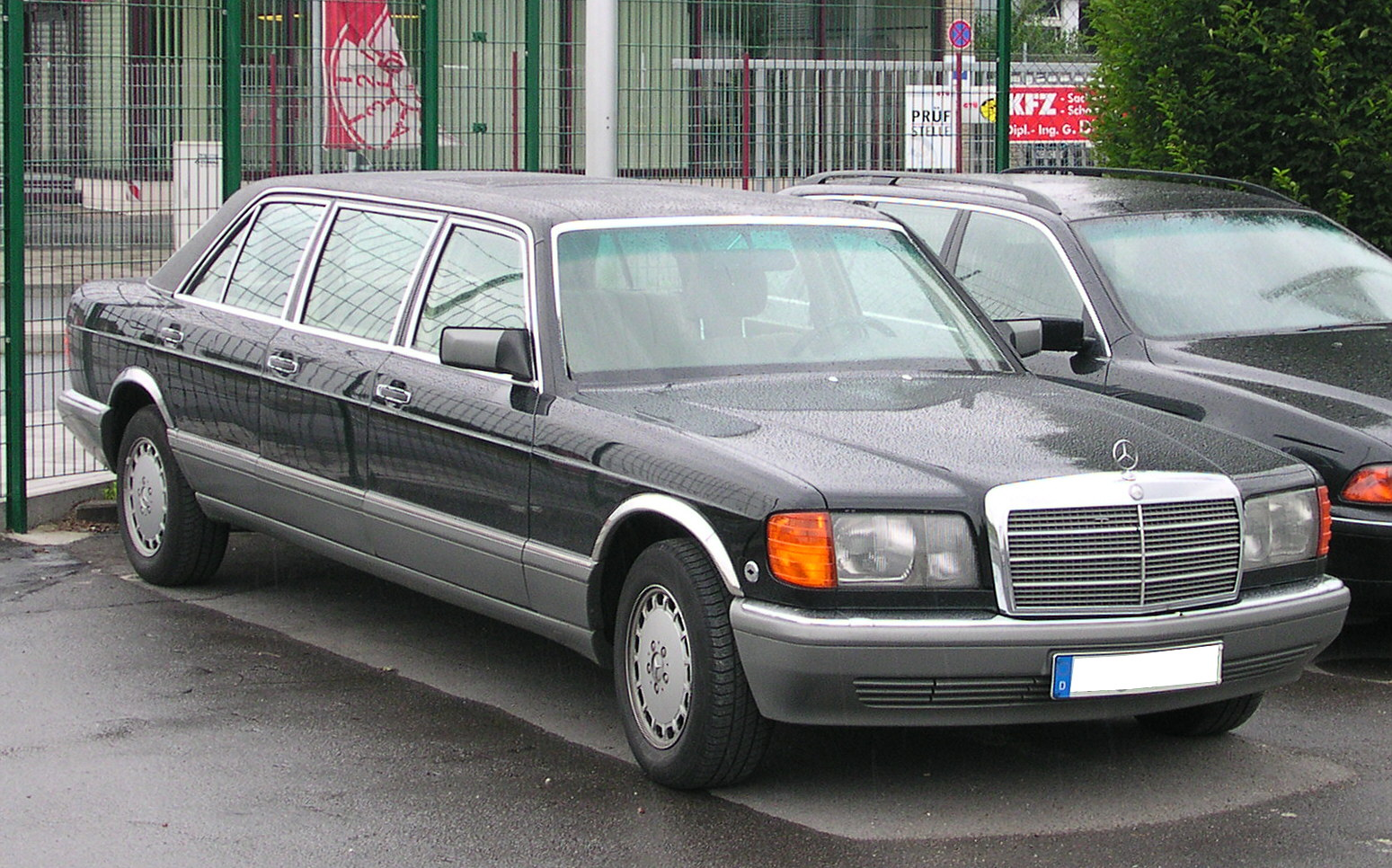
Mercedes-Benz W126 Pullman

У 1989 році для ринку США випускається нова модель 350SDL з принципово новою модифікацією турбодизеля OM603. Двигун був розроблений для нової серії W140 з урахуванням все зростаючих вимог до норм шкідливих викидів і проходив обкатку на серії W126.
Після доопрацювань двигуна в 1991 році в США надійшла в продаж короткобазна модель турбодизеля 350SD. Усього (за американськими даними) було випущено близько 4,5 тисяч моделей 350SD і 350SDL.
До кінця року виробництво автомобілів серії W126 було в основному згорнуто, а вивільнені заводські потужності були переобладнані під випуск нової серії W140.
У 1992 році були випущені останні 38 автомобілів серії W126 — 32 примірника 560SEL і 6 примірників 500SEL. Останній екземпляр 560 SEL під номером 605721 був урочисто переданий керівникові Музею Мерседес-Бенц професору Вернеру Ніферу (самий ж останній номер в серії W126 був 610936).

## Двигуни
до 1985
- 3.0 L OM617 diesel I5 122/125 к.с. 230/250 Нм
- 2.8 L M110 I6 156 к.с. 223 Нм
- 2.8 L M110 I6 185 к.с. 240 Нм
- 3.8 L M116 V8 204/218 к.с. 315/305 Нм
- 5.0 L M117 V8 231/240 к.с. 405/404 Нм

від 1985
- 2.6 L M103 I6 166/160 к.с.
- 3.0 L M103 I6 188/180 к.с.
- 3.0 L OM603 diesel I6 147 к.с.
- 3.5 L OM603 diesel I6 136 к.с.
- 4.2 L M116 V8 224/218/204 к.с.
- 5.0 L M117 V8 252/245/223 к.с.
- 5.5 L M117 V8 300/279/242 к.с.